# 基爾鎮區 (明尼蘇達州伍茲湖縣)
基爾鎮區（英語：Kiel Township）是位於美國明尼蘇達州伍茲湖縣的一個行政鎮區。

## 地方資料
基爾鎮區的面積為93.40平方千米，當中陸地面積為93.15平方千米，而水域面積為0.25平方千米。根據2020年美國人口普查的數據，當地共有人口2人，而人口密度為每平方千米0.02人。